# Chiesa di San Paolo a Mosciano
La chiesa di San Paolo si trova a Mosciano, una località posta nel comune di Scandicci, in provincia di Firenze.

## Storia
Il toponimo Mosciano si pensa che derivi dal latino  Mussianum , riferito all'antica  Gens Mussia . La chiesa risulta tra le pertinenze della canonica di Sant'Andrea a Mosciano già nel 1054 e come tale venne confermata nel 1059. Alla data 3 marzo 1184 il papa Lucio III confermò la Ecclesiam sancti Pauli de Muscino cum pertinentiis suis al monastero di San Miniato al Monte; in seguito lo stesso papa la confermò alla pieve di Giogoli e tale conferma venne ribadita il 6 novembre 1187 da papa Gregorio VIII.
Il patronato della chiesa rimase ai monaci di San Miniato al Monte per altri due secoli e sono rimasti i nomi di alcuni rettori: Guido dal 1217 al 1219, Jacopo Chiari citato il 25 settembre 1234, Jacopo Gherardini citato il 24 novembre 1238, Cambio tra il 1259 e il 1260, Giovanni tra il 1260 e il 1265, Giunta citato il 2 settembre 1265, Niccolò citato il 22 febbraio 1271, Geraldo de' Nerli tra il 1272 e il 1289 e Taldo citato il 14 novembre 1335. Nel 1371 i monaci rinunciarono al patronato in favore del vescovo di Firenze e nello stesso anno papa Gregorio XI confermo l'accaduto ma già il 10 luglio 1246 il vescovo fiorentino aveva interferito nella vita della parrocchia che a quel tempo era intitolata ai Santi Lorenzo e Paolo.
Nel corso del XIII secolo la situazione economica della chiesa era misera come confermano le numerose rinunce dei rettori; verso la fine del secolo la situazione era un po' migliorata e tra il 1276 e il 1303 la chiesa pagò ogni anno quasi 4 lire per le decime. Nel XV secolo lo stato economico era nuovamente peggiorato e i rettori si alternarono vorticosamente. Nel 1595 la chiesa era senza titolare fisso e le funzioni religiose erano affidate ai preti del circondario.
Nel secolo successivo i sacerdoti divennero stabili; nel 1682 fu realizzato un nuovo altare dedicato al SS.Crocifisso e nel 1763 per volontà del priore Faldi fu restaurata la chiesa e la casa canonica, venne rifatta la sagrestia e venne costruita una loggetta col tetto a padiglione. Pochi anni dopo, nel 1774, la chiesa dovette essere nuovamente restaurata a causa di un fulmine che aveva provocato lo sfondamento del tetto.
Nel 1963 la chiesa fu restaurata dall'architetto Stigler che rimosse completamente la veste barocca all'interno e nel 1973 anche l'esterno fu riportato allo stile romanico e fu rifatto il pavimento. Nel 1986 la chiesa è stata soppressa e ridotta a cappella cimiteriale.

## Descrizione

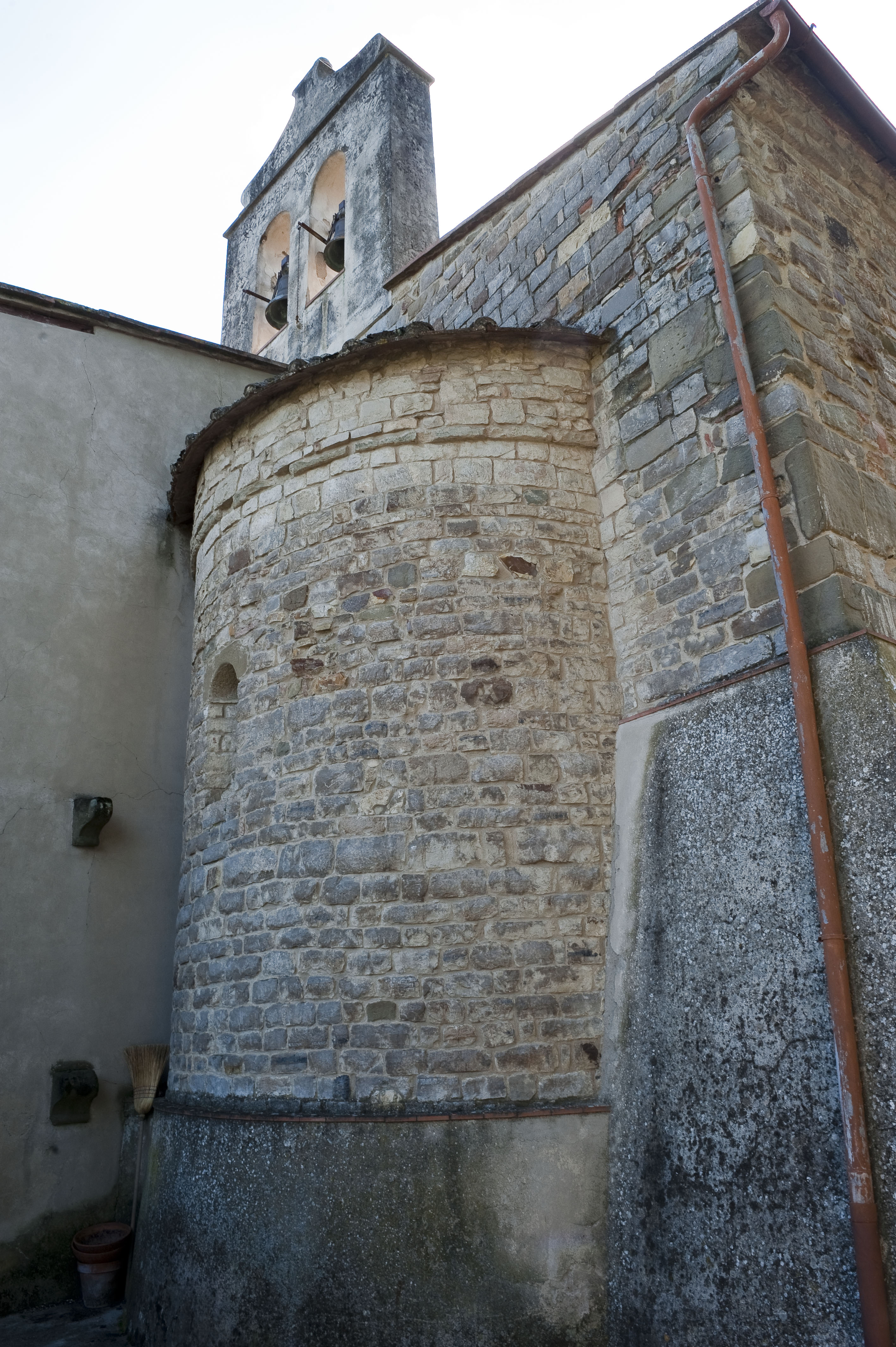
Abside

La chiesa consiste in una semplice aula rettangolare coperta a tetto e conclusa da un'abside semicircolare. Per le sue caratteristiche generali l'edificio è databile entro la seconda metà del XII secolo.

### Esterno
La facciata è a capanna ed è preceduta da un portico realizzato nel Settecento; nella parte superiore è coronata da una cornice a listello che prosegue anche sui fianchi e subito sotto la cuspide è collocato uno stemma in pietra dei primi del XVI secolo e sovrapposto ad un piccolo occhio ricavato da due blocchi di pietra serena. Il portale presenta degli stipiti in arenaria e l'archivolto a tutto sesto e la lunetta intonacata.
La fiancata meridionale è visibile solo dal cortile e mostra un paramento murario in bozze di arenaria disposte a filaretto. La fiancata settentrionale, lungo la quale si trova il cimitero, mostra dei contrafforti a scarpa intonacati e il paramento murario è simile a quello dell'altro lato; in questa parete si aprono due finestre rettangolari.
L'abside circolare ha la base a scarpa ed è aperta da una monofora a doppio strombo con archivolto monolitico ed è coronata da una cornice a listello piuttosto alta.

### Interno
L'interno è coperto a capriate e a tavelloni decorati con stelle in rilievo; mostra tuttora parte degli arredi di epoca barocca e davanti all'alare maggiore si trova la lastra sepolcrale di Francesco di Lapo Faffi (XIV secolo).